# 1243
| [ Edytuj tabelę ]                          |                                                                  |
| Książę Małopolski                          | - 1241 Konrad I mazowiecki 1243 - 1243 Bolesław V Wstydliwy 1279 |
| Książę Wielkopolski                        | - 1239 Przemysł I 1257 - 1239 Bolesław Pobożny 1279              |
| Król Angkoru                               | - 1218 Indrawarman II 1244                                       |
| Król Anglii                                | - 1216 Henryk III 1272                                           |
| Król Aragonii i Walencji, hrabia Barcelony | - 1213 Jakub I Zdobywca 1276                                     |
| Książę Bawarii                             | - 1231 Otto II 1253                                              |
| Margrabia Brandenburgii                    | - 1220 Otto III 1267                                             |
| Książę Burgundii                           | - 1218 Hugo IV 1272                                              |
| Cesarz Bizancjum                           | - 1222 Jan III Dukas Watatzes 1254                               |
| Car Bułgarii                               | - 1241 Koloman I Asen 1246                                       |
| Cesarz Chin                                | - 1224 Song Lizong 1264                                          |
| Król Cypru                                 | - 1218 Henryk I 1253                                             |
| Król Czech                                 | - 1230 Wacław I 1253                                             |
| Król Danii                                 | - 1241 Eryk IV Plovpenning 1250                                  |
| Władca Egiptu                              | - 1240 As-Salih Ajjub 1249                                       |
| Król Francji                               | - 1226 Ludwik IX Święty 1270                                     |
| Król Gruzji                                | - 1223 Rusudan 1245                                              |
| Hrabia Holandii                            | - 1234 Wilhelm II 1256                                           |
| Cesarz Japonii                             | - 1242 Go-Saga 1246                                              |
| Kalif                                      | - 1242 Al-Must’asim 1258                                         |
| Król Kastylii                              | - 1217 Ferdynand III Święty 1252                                 |
| Król Kastylii i Leónu                      | - 1230 Ferdynand III Święty 1252                                 |
| Władca Korei                               | - 1213 Kojong 1259                                               |
| Wielki książę litewski                     | - 1240 Mendog 1253                                               |
| Cesarz Łaciński                            | - 1228 Baldwin II de Courtenay 1261                              |
| Kalif Maroka                               | - 1242 Ali as-Said 1248                                          |
| Król Nawarry                               | - 1234 Tybald I 1253                                             |
| Król Norwegii                              | - 1217 Haakon IV Stary 1263                                      |
| Hrabia Palatynatu                          | - 1227 Otton I Bawarski 1253                                     |
| Papież                                     | - 1243 Innocenty IV 1254                                         |
| Król Portugalii                            | - 1223 Sancho II 1248                                            |
| Sułtan Rumu                                | - 1237 Kaj Chusrau II 1246                                       |
| Książę Rusi halickiej                      | - 1238 Daniel II 1264                                            |
| Cesarz Rzymski (niemiecki)                 | - 1220 Fryderyk II 1250                                          |
| Książę Saksonii                            | - 1212 Albrecht I 1260                                           |
| Kapitanowie Regenci San Marino             | - 1243 Oddone Scarito Filippo da Sterpeto 1243                   |
| Król Serbii                                | - 1234 Stefan Władysław 1243 - 1243 Stefan Urosz I 1276          |
| Król Singasari                             | - 1227 Anuśpati 1248                                             |
| Król Szkocji                               | - 1214 Aleksander II 1249                                        |
| Król Szwecji                               | - 1234 Eryk XI Eriksson 1250                                     |
| Doża Wenecji                               | - 1229 Jacopo Tiepolo 1249                                       |
| Król Węgier                                | - 1235 Bela IV 1270                                              |
| Wielki mistrz zakonu krzyżackiego          | - 1240 Gerhard von Malberg 1244                                  |

Rok 1243 / MCCXLIII
stulecia: XII wiek ~
XIII wiek ~
XIV wiek

lata: 1233 «
1238 «
1239 «
1240 «
1241 «
1242 «
1243
» 1244
» 1245
» 1246
» 1247
» 1248
» 1253

## Wydarzenia w Polsce
- 3 kwietnia – książę pomorski Barnim I Dobry dokonał lokacji Szczecina na prawie magdeburskim.
- 25 maja – w bitwie pod Suchodołem popierające Bolesława Wstydliwego wojska Małopolan i posiłki węgierskie pod wodzą Klemensa z Ruszczy rozbiły wojska Konrada mazowieckiego, wspieranego przez hufce Mieszka II Otyłego i Przemysła I. Władzę nad Małopolską objął syn Leszka Białego, Bolesław Wstydliwy.
- 21 czerwca – książę Barnim I nadał prawa miejskie Stargardowi.
- 28 lipca – powstała diecezja chełmińska.

- Książę Bolesław Rogatka zorganizował w Lwówku pierwszy na ziemiach polskich turniej rycerski.
- Papież Innocenty IV uznał Prusy za swoje lenno, umacniając w ten sposób pod względem prawnym państwo Krzyżaków.
- Pierwsza wzmianka na temat Libiąża – w „Kronikach” Jana Długosza wspomniano przekazanie wsi Libiąż Wielki i Libiąż Mały zakonowi benedyktynek przez dotychczasowych właścicieli wsi należących do rodu Gryfitów.

## Wydarzenia na świecie
- 26 czerwca – Mongołowie pod wodzą Bajdżu zadali druzgocącą klęskę armii sułtana Rum Ghijas ad-Din Kaj Chusrau II w bitwie pod Köse Dağ.
- 28 czerwca – Innocenty IV został papieżem.
- Najstarsza zachowana wzmianka o Anklam.
- Czeski król oddał Milsko (górne Łużyce) brandenburczykom, jako posag księżniczki Beatrycze.

## Urodzili się
- Muchaku – japońska mniszka buddyjska (zm. ?)
- 28 czerwca – Go-Fukakusa, cesarz Japonii (zm. 1304)

## Zmarli
- 15 października – święta Jadwiga Śląska, księżna, żona Henryka Brodatego (ur. ok. 1178–1180)
- data dzienna nieznana:
  - Yelü Chucai – chiński poeta, astrolog i polityk, szef kancelarii imperium mongolskiego (ur. ?)